# B. J. Armstrong
Benjamin Roy «B.J.» Armstrong, Jr. (Detroit, Míchigan, 9 de septiembre de 1967) es un exjugador de baloncesto estadounidense que disputó once temporadas en la NBA. Con 1,88 metros de estatura, jugaba de base, y formó parte de uno de los mejores equipos de la historia de la liga, los Chicago Bulls de los 90, ganando tres campeonatos. 
Desde mayo de 2025 ejerce como asistente del mánager general en los Sacramento Kings.

## Trayectoria deportiva

### Universidad
Armstrong jugó durante cuatro temporadas con los Hawkeyes de la Universidad de Iowa, donde acabó promediando 13,1 puntos y 4 asistencias por partido, con un excelente 44% de tiros de tres puntos.

### Profesional
Fue elegido en el puesto 18 de la primera ronda del Draft de la NBA de 1989 por los Chicago Bulls,  y en su primera temporada ayudó a su equipo a alcanzar las finales de conferencia del Este, quedando eliminados a manos de los Detroit Pistons. Pero en las tres temporadas siguientes conseguiría en anillo de Campeón de la NBA, siendo suplente del veterano base John Paxson, y junto a hombres de la categoría de Michael Jordan, Scottie Pippen.
Tras 6 temporadas en Chicago, fue incluido en el draft de expansión de 1995, siendo elegido como primera opción por el nuevo equipo de los Toronto Raptors. Sin embargo, se negó a jugar en Canadá y fue traspasado a Golden State Warriors, donde permaneció dos temporadas. 
A comienzos de la temporada 1997-98 fue traspasado a Charlotte Hornets y posteriormente a Orlando Magic. En ambos equipos jugó muy pocos minutos.
Regresó en 1999 a Chicago, donde jugó 27 partidos en lo que sería a la postre su última temporada. 

### Retirada
Tras su retirada, aceptó el puesto de analista deportivo para la cadena de televisión ESPN.
También fue parte de la directiva de los Bulls como asistente del Vice President of Basketball Operations, Jerry Krause hasta 2005.
Desde 2008 es agente de jugadores, llevando a: Derrick Rose, Bismack Biyombo, Emmanuel Mudiay, Donatas Motiejūnas, JaVale McGee, Denzel Valentine y Josh Jackson.
Desde mayo de 2025 ejerce como asistente de Scott Perry, el mánager general de los Sacramento Kings.

## Estadísticas de su carrera en la NBA
|  | Denota temporadas en las que ganó un Campeonato de la NBA |

### Temporada regular
| Año      | Equipo       | PJ  | PT  | MPP  | %TC  | %3P  | %TL  | RPP | APP | ROB | TPP | PPP  |
| -------- | ------------ | --- | --- | ---- | ---- | ---- | ---- | --- | --- | --- | --- | ---- |
| 1989-90  | Chicago      | 81  | 0   | 15.9 | .485 | .500 | .885 | 1.3 | 2.5 | .6  | .1  | 5.6  |
| 1990-91  | Chicago      | 82  | 0   | 21.1 | .481 | .500 | .874 | 1.8 | 3.7 | .9  | .0  | 8.8  |
| 1991-92  | Chicago      | 82  | 3   | 22.9 | .481 | .402 | .806 | 1.8 | 3.2 | .6  | .1  | 9.9  |
| 1992-93  | Chicago      | 82  | 74  | 30.4 | .499 | .453 | .861 | 1.8 | 4.0 | .8  | .1  | 12.3 |
| 1993-94  | Chicago      | 82  | 82  | 33.8 | .476 | .444 | .855 | 2.1 | 3.9 | 1.0 | .1  | 14.8 |
| 1994-95  | Chicago      | 82  | 82  | 31.4 | .468 | .427 | .884 | 2.3 | 3.0 | 1.0 | .1  | 14.0 |
| 1995-96  | Golden State | 82  | 64  | 27.6 | .468 | .473 | .839 | 2.2 | 4.9 | .8  | .1  | 12.3 |
| 1996-97  | Golden State | 49  | 17  | 20.8 | .453 | .278 | .861 | 1.5 | 2.6 | .5  | .0  | 7.9  |
| 1997-98  | Golden State | 4   | 0   | 14.8 | .316 | .000 | .714 | 1.8 | 1.5 | 1.0 | .0  | 4.3  |
| 1997-98  | Charlotte    | 62  | 0   | 12.5 | .510 | .265 | .860 | 1.1 | 2.3 | .4  | .0  | 3.9  |
| 1998-99  | Charlotte    | 10  | 1   | 17.8 | .488 | .750 | .900 | 1.6 | 2.7 | .3  | .0  | 5.7  |
| 1998-99  | Orlando      | 22  | 0   | 8.2  | .422 | .143 | .818 | 1.0 | 1.5 | .4  | .0  | 2.2  |
| 1999-00  | Chicago      | 27  | 18  | 21.6 | .446 | .448 | .880 | 1.7 | 2.9 | .3  | .0  | 7.4  |
| Total    | Total        | 747 | 341 | 23.8 | .477 | .425 | .856 | 1.8 | 3.3 | .7  | .1  | 9.8  |
| All-Star | All-Star     | 1   | 1   | 22.0 | .556 | .500 | –    | 1.0 | 4.0 | .0  | .0  | 11.0 |

### Playoffs
| Año   | Equipo    | PJ  | PT | MPP  | %TC  | %3P  | %TL  | RPP | APP | ROB | TPP | PPP  |
| ----- | --------- | --- | -- | ---- | ---- | ---- | ---- | --- | --- | --- | --- | ---- |
| 1990  | Chicago   | 16  | 0  | 13.6 | .339 | .000 | .917 | 1.3 | 1.8 | .6  | .0  | 4.0  |
| 1991  | Chicago   | 17  | 0  | 16.1 | .500 | .600 | .800 | 1.6 | 2.5 | 1.1 | .1  | 5.5  |
| 1992  | Chicago   | 22  | 0  | 19.7 | .453 | .294 | .789 | 1.1 | 2.1 | .6  | .0  | 7.3  |
| 1993  | Chicago   | 19  | 19 | 33.8 | .524 | .512 | .909 | 1.5 | 3.3 | 1.0 | .1  | 11.4 |
| 1994  | Chicago   | 10  | 10 | 36.0 | .519 | .583 | .818 | 2.4 | 2.5 | .8  | .0  | 15.3 |
| 1995  | Chicago   | 10  | 10 | 28.8 | .456 | .448 | .818 | 1.8 | 2.7 | .6  | .0  | 10.3 |
| 1998  | Charlotte | 9   | 0  | 16.2 | .381 | .400 | .750 | 1.1 | 2.0 | .7  | .0  | 4.1  |
| 1999  | Orlando   | 2   | 0  | 1.5  | .000 | –    | –    | .0  | .5  | .0  | .0  | .0   |
| Total | Total     | 105 | 39 | 22.5 | .471 | .451 | .832 | 1.4 | 2.4 | .8  | .0  | 7.9  |